# Räägu (Sauga)
Räägu – wieś w Estonii, w prowincji Parnawa, w gminie Sauga.